# Gianluca Busio
Gianluca Cristiano Busio (* 28. Mai 2002 in Greensboro, North Carolina) ist ein US-amerikanischer Fußballspieler italienischer Abstammung. Er steht seit August 2021 beim FC Venedig unter Vertrag und ist US-Nationalspieler.

## Karriere

### Verein

#### Anfänge
Gianluca Busio wurde in Greensboro, North Carolina geboren und ist der Sohn eines italienischen Vaters, welcher in der lombardischen Stadt Brescia geboren wurde und einer afroamerikanischen Mutter. Er begann im Alter von drei Jahren mit dem Fußballspielen und spielte in der Jugendauswahl von Greensboro United und North Carolina Fusion, bevor er im Sommer 2016 in die Nachwuchsabteilung von Sporting Kansas City wechselte. Am 25. August 2017 unterzeichnete er mit 15 Jahren einen Homegrown-Player-Vertrag bei der MLS-Franchise, womit er nach Freddy Adu im Jahr 2004 der jüngste Spieler wurde, der einen Kontrakt in der höchsten US-amerikanischen Spielklasse unterschrieb. Am 5. April 2018 (4. Spieltag) debütierte Busio für die Swope Park Rangers, das Farmteam Sportings, in der United Soccer League. Im Heimspiel gegen die Colorado Springs Switchbacks startete er und bereitete den Siegtreffer von Tyler Blackwood zum 1:0-Endstand vor.
Ende Mai 2018 war er auch erstmals im Kader Sporting Kansas Citys gelistet. Sein Debüt in der Major League Soccer folgte am 29. Juni (22. Spieltag) bei der 2:3-Heimniederlage gegen den FC Dallas, als er in der 77. Spielminute für Felipe Gutiérrez eingewechselt wurde. Bereits eine Woche später stand er gegen Houston Dynamo in der Startelf und bereitete den Siegtreffer zum 1:0-Auswärtssieg vor. In der Folge war er als 16-Jähriger bereits als Einwechselspieler im Einsatz. Am 18. Oktober (34. Spieltag) erzielte er beim 4:1-Auswärtssieg gegen die Vancouver Whitecaps sein erstes Ligator, womit er hinter Freddy Adu zum zweitjüngsten Torschützen in der MLS wurde. Das Spieljahr 2018 beendete Busio mit einem Treffer und einer Vorlage in sieben Ligaeinsätzen.
In der folgenden Saison 2019 etablierte er sich als regelmäßiger Vertreter in der Startformation von Cheftrainer Peter Vermes. Bereits am 30. März 2019 (5. Spieltag) markierte er beim 7:1-Heimsieg gegen Montreal Impact sein erstes Saisontor und auch in den folgenden beiden Spielen gegen den Liganeuling FC Cincinnati und die New York Red Bulls in den nächsten beiden Spielen erzielte er einen Treffer. Diese drei Tore sollten seine einzigen in dieser Spielzeit bleiben, in der er in 22 Ligaspielen zum Einsatz kam.
Im nächsten Spieljahr 2020 sammelte er in 23 Ligaspielen zwei Tore und vier Vorlagen. In der Saison 2021 folgten 13 Einsätze, in denen er 2 Tore erzielte.

#### Wechsel nach Europa
Anfang August 2021 wechselte der 19-Jährige kurz vor dem Beginn der Saison 2021/22 zum italienischen Erstligisten FC Venedig. Dort konnte er sich als Stammspieler durchsetzen, stieg mit der Mannschaft am Saisonende jedoch in die Serie B ab. Nach zwei Spielzeiten in der zweiten Liga gelang ihm mit dem Team 2024 der Wiederaufstieg in die Serie A.

### Nationalmannschaft
Gianluca Busio spielte in der U15-Nationalmannschaft der Vereinigten Staaten.
Mit der U17 nahm er im Herbst 2019 an der U17-Weltmeisterschaft in Brasilien teil, wo er in allen drei Gruppenspielen der Auswahl zum Einsatz kam. Sein einziges Tor im Turnier erzielte er bei der 1:4-Niederlage gegen den Senegal.